# Tabea Alt
Tabea Alt (Baden-Wurtemberg, Alemania, 18 de marzo de 2000) es una gimnasta artística alemana. En el Campeonato Mundial de Montreal 2017 consiguió la medalla de bronce en al modalidad de viga o barra de equilibrio, quedando tan solo por detrás de su compatriota Pauline Schäfer y de la estadounidense Morgan Hurd.
Tabea participó en los Juegos Olímpicos de Río 2016.